# Post Self
Post Self è l'ottavo album in studio del gruppo musicale inglese Godflesh, pubblicato nel 2017.

## Tracce
Testi e musiche di Justin Broadrick e B. C. Green.
1. Post Self – 4:28
2. Parasite – 3:40
3. No Body – 3:49
4. Mirror of Finite Light – 4:23
5. Be God – 5:09
6. The Cyclic End – 4:51
7. Pre Self – 5:08
8. Mortality Sorrow – 4:46
9. In Your Shadow – 5:08
10. The Infinite End – 5:16

- Tracce Bonus Edizione Bandcamp/Ed. Giapponese

1. Parasite (Alternate Version) – 4:09
2. The Cyclic End (Dub) – 7:08
3. In Your Shadow (JK Flesh Reshape) – 6:08

## Formazione
- Justin Broadrick – chitarra, voce, produzione, drum machine
- B. C. Green – basso